# عبد الله حسن يوسف مال الله
عبد الله حسن يوسف مال الله (28 مايو 1983) لاعب كرة قدم بحريني يلعب حاليا لصالح نادي الدرجة الأولى الرفاع البحريني في مركز قلب الدفاع من 2001.

## الإنجازات

### الرفاع
- الدوري البحريني الممتاز (4): 2003، 2005، 2012، 2014
- كأس ملك البحرين (1): 2010
- كأس ولي العهد (4): 2002، 2003، 2004، 2005
- كأس الاتحاد البحريني (1): 2004، 2014